# Óscar Bóveda
Óscar Adán Bóveda (Asunción, Paraguay, 17 de mayo de 1989) es un jugador paraguayo que juega de delantero y su actual equipo es el Magallanes de la Primera B de Chile.

## Clubes
| Club                          | País     | Año           |
| ----------------------------- | -------- | ------------- |
| 12 de Octubre                 | Paraguay | 2009          |
| Independiente de Campo Grande | Paraguay | 2010          |
| 3 de Febrero                  | Paraguay | 2011          |
| General Caballero             | Paraguay | 2012          |
| Magallanes                    | Chile    | 2012-presente |